# Ääniä Yössä
Albums de Horna
Envaatnags Eflos Solf Esgantaavne
(2005) Sotahuuto
(2007)
Ääniä Yössä est le cinquième album studio du groupe de Black metal finlandais Horna. L'album est sorti le 1er septembre 2006 sous le label Debemur Morti Productions.
Le titre éponyme de l'album, Ääni Yössä, est de loin le plus long de toute la discographie du groupe.

## Liste des chansons
1. Raiskattu Saastaisessa Valossa – 9:25
2. Noutajan Kutsu – 4:41
3. Mustan Surman Rukous – 8:12
4. Ääni Yössä – 21:21